# 詹英
詹英（？—？），清朝官員，本籍直隸。稟貢出身。

## 生平
詹英於1823年（道光3年）接替王承烈，於臺灣府淡水廳艋舺縣丞一職，是大台北地區的地方父母官。